# Station Jarnac-Charente
Station Jarnac-Charente is een spoorwegstation in de Franse gemeente Mainxe-Gondeville, even ten zuiden van Jarnac.